# Hippopleurifera mucronata
Hippopleurifera mucronata är en mossdjursart som först beskrevs av Fredrik Adam Smitt 1873.  Hippopleurifera mucronata ingår i släktet Hippopleurifera och familjen Romancheinidae.
Artens utbredningsområde är Mexikanska golfen. Inga underarter finns listade i Catalogue of Life.